# Historiographie cistercienne

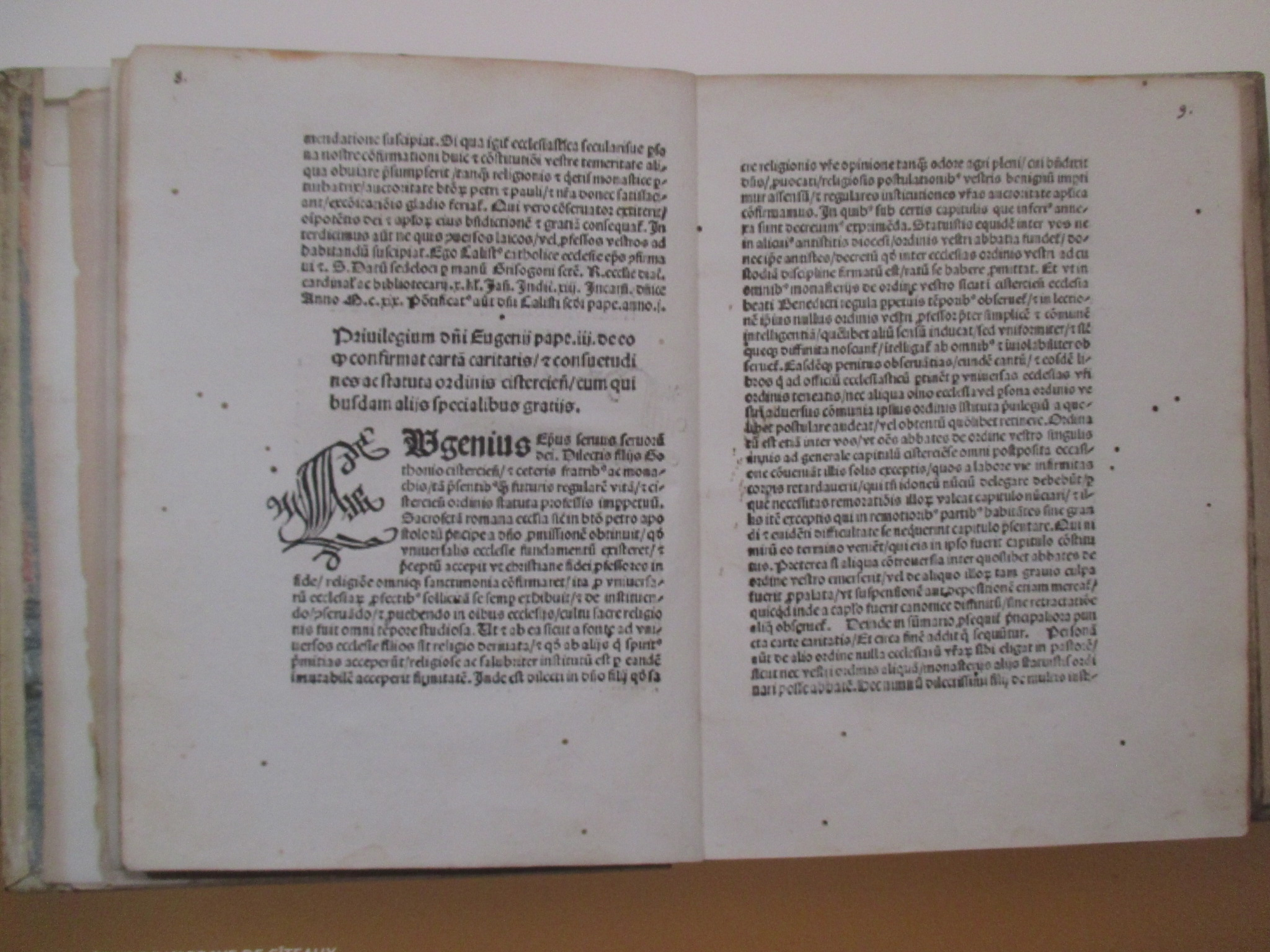
Manuscrit conservé à l'abbaye de Cîteaux.

L'historiographie cistercienne est l'étude de l'histoire de l'ordre cistercien, ainsi que des congrégations religieuses qui en sont issues : trappistes, feuillants, bernardines réformées, bernardines d'Esquermes, floriens, savigniens.
Longtemps écrite par les moines cisterciens eux-mêmes, l'histoire cistercienne a commencé à être écrite par d'autres ecclésiastiques au cours du XIXe siècle, ainsi que par des amateurs laïcs. C'est surtout à partir de la seconde moitié du XXe siècle que les historiens professionnels s'emparent de ce sujet et font progresser le champ d'étude sur l'histoire cistercienne.

## Analyse chronologique

### Jusqu'à la Révolution française

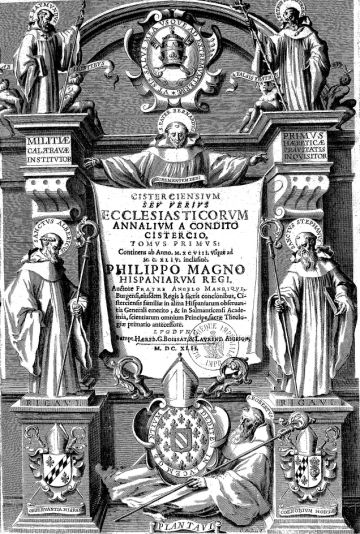
Couverture du la d'Ángel Manrique.

Des débuts de l'ordre cistercien (1098, avec la fondation de l'abbaye de Cîteaux) jusqu'à la Révolution française (1790, lors de la suppression des monastères en France), l'histoire cistercienne est écrite presque exclusivement par les religieux. Parmi ceux-ci, évidemment, viennent en priorité les moines (et particulièrement les abbés) cisterciens, qui écrivent l'histoire de leur propre ordre religieux. Cependant, des religieux d'autres obédiences sont également producteurs d'une histoire cistercienne. Le rôle de plusieurs évêques est également notable.
Chaque monastère ayant fondé une abbaye-fille a une relative préséance sur celui-ci, notamment en ce qui concerne les prises de décision au Chapitre Général. Pour ce qui est des abbayes « indépendantes » les unes par rapport aux autres, c'était la date de fondation qui primait. Aussi la liste complète (tabulæ abbatiarum) des abbayes était-elle entreposée et conservée avec soin à Cîteaux, ainsi, au moins par fragments, que dans d'autres abbayes.
L'histoire des cisterciens se développe surtout durant le XVIIe siècle ; le principal instigateur de ce mouvement de recherche est l'abbé Ángel Manrique, religieux cistercien espagnol du XVIIe siècle, qui publie entre 1642 et 1659 les quatre volumes de Cisterciensium seu verius ecclesiasticorum annalium a condito Cistercio. En Flandres, un travail important, sans doute documenté par la tabulæ abbatiarum, est fourni en 1640 par Gaspar Jongelincx (de),.

### Durant leXIXeet jusqu'au milieu duXXesiècle

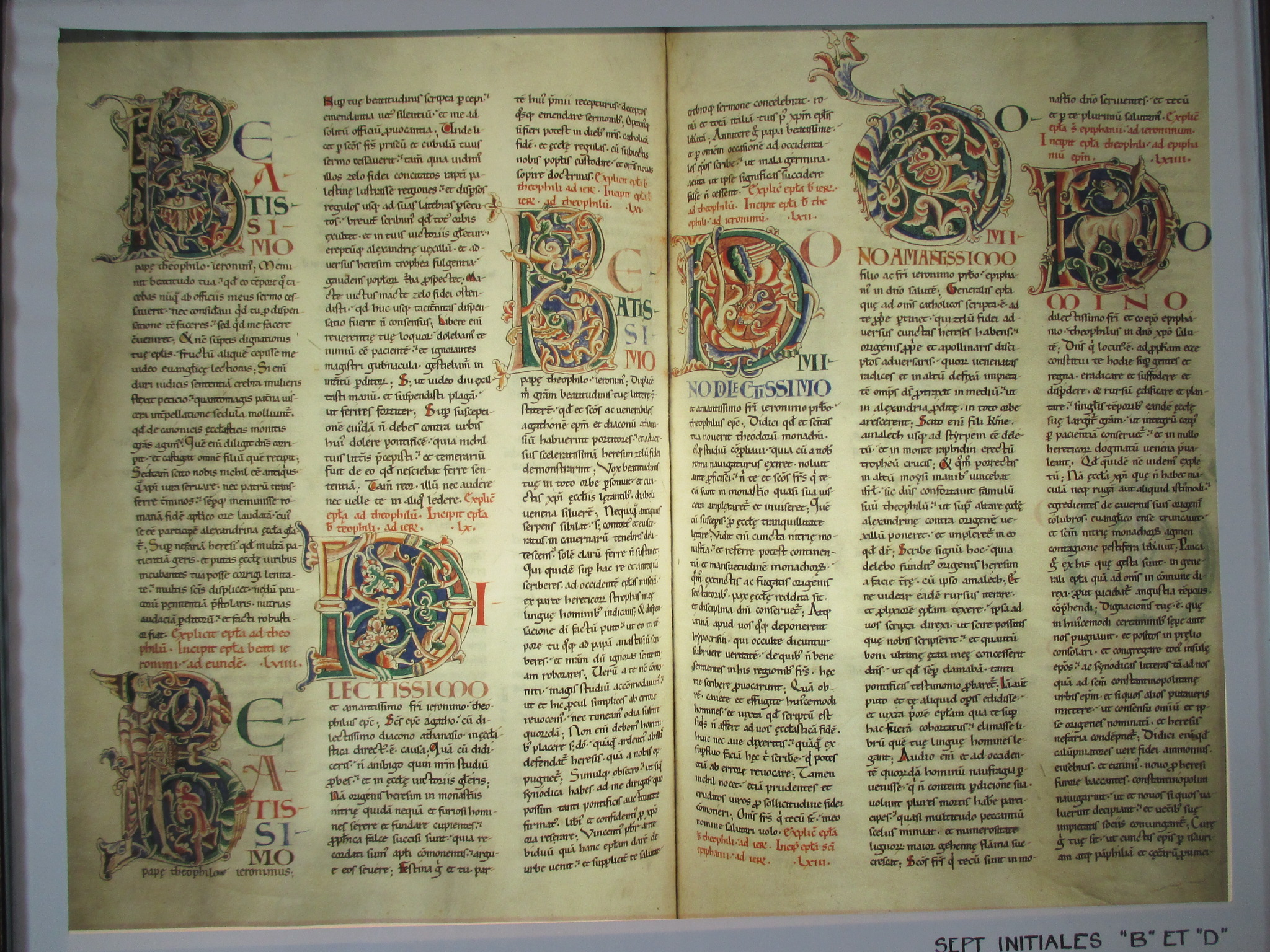
Manuscrit conservé à l'abbaye de Cîteaux.

Après la destruction quasi complète de l'ordre cistercien en France et en Europe occidentale lors de la Révolution française et des guerres napoléoniennes, l'ordre cistercien se reconstitue lentement en France ; les études cisterciennes sont plutôt le fait de moines d'autres pays (Italie, Autriche) ou de personnes extérieures à l'ordre. En revanche, les diverses congrégations constituant l'ordre cistercien de la Stricte Observance (qui ne sont pleinement réunies qu'en 1898) sont en plein essor.
Parmi les historiens de l'ordre cistercien, une mention particulière doit être faite au travail de Leopold Janauschek, moine cistercien autrichien. En 1877, il met un point final à son ouvrage Originum Cisterciensium, qui retrace dans l'ordre la fondation de 742 des abbayes cisterciennes (uniquement dans la branche masculine), depuis Cîteaux en 1098 jusqu'à Wistytschy (de) en 1675. Très documenté, son travail fait autorité durant des années et n'est quasiment pas remis en cause jusqu'au milieu du XXe siècle. Il est pourtant fondé sur une documentation riche mais très hétéroclite. Dans les nombreux cas de divergence entre documents, l'auteur a fait le choix, contestable mais justifié par un besoin de cohérence, de privilégier la datation la plus ancienne. Conscient des manquements et approximations qui entachaient son œuvre, il mentionne ces limites en début d'ouvrage ; mais les corrections nécessaires ne sont pas apportées avant le milieu du XXe siècle.
D'autre part, Janauschek prévoyait initialement la publication d'un volume de son ouvrage consacré aux abbayes féminines, mais ce second tome n'est jamais paru ; cela explique en partie les très vastes lacunes de l'historiographie cistercienne concernant la partie féminine de l'ordre.
Enfin, un travail important est mené par de nombreux passionnés d'architecture sur les bâtiments cisterciens, en parallèle de leur sauvegarde ou de leur reconstruction ; c'est en particulier le cas de Fontenay, étudiée par Lucien Bégule et bien entendu Eugène Viollet-le-Duc.

### Depuis 1950
Frédéric Van der Meer (nl), dans son Atlas de l'Ordre cistercien (1966),, reprend telles quelles les filiations et dates de Leopold Janauschek. Anselme Dimier, quant à lui, reconnaissant quelques erreurs et imperfections, apporte quelques corrections à la chronologie de Janauschek.
Marcel Pacaut, en revanche, par son travail minutieux sur les origines de l'ordre, apporte des éléments permettant aux historiens postérieurs de se faire une idée plus nette des modifications historiographiques apportées a posteriori par les chroniqueurs cisterciens dans la filiation des établissements cisterciens. Maur Cocheril, moine trappiste du Port-du-Salut, relève dans les années 1950 les insuffisances de l'étude de Janauschek concernant la péninsule ibérique ; ces insuffisances sont notamment fondées sur la trop grande confiance que fait le moine autrichien aux écrits d'Ángel Manrique, déjà mentionné ci-dessus. Dans les années 1980, à son tour, Bernadette Barrière prend ses distances avec la liste de Janauschek, en particulier en ce qui concerne les implantations aquitaines, et montre que l'arrivée de l'ordre cistercien proprement dit ne se fait dans ces régions qu'à partir de 1145, en agrégeant des ordres érémitiques préexistants (Ordre de Cadouin, dalonites, tous plus ou moins inspirés de Géraud de Salles).

## Analyse thématique

### La vision de l'ordre par les cisterciens
L'effervescence des premiers temps est telle que des communautés décidant de changer d'ordre ou en création se qualifient, assez librement, de « cisterciennes » sans que cette qualification n'ait été validée par le chapitre général. C'est lors de la reprise en main de ce dernier par l'ordre qu'un verrouillage est opéré. Dès lors, pour qu'une abbaye puisse être dite cistercienne, il faut nécessairement l'aval de l'instance suprême cistercienne. Cette rigueur plus grande se met en place « afin de préserver la bonne réputation de l'ordre ».
Entre le moment de la décision de clarification et la mise au clair effective, il s'écoula parfois plus d'un demi-siècle, tant la diversité des cas, l'éloignement géographique, et plus encore l'isolement de certaines communautés se réclamant de l'ordre mettent une barrière à une rapide normalisation. Ainsi, alors que le chapitre cistercien statue sur la place des abbayes féminines en 1213, ce n'est en 1268 que les abbayes espagnoles de Cañas et d'Arroyo (es) apparaissent dans les tables de Cîteaux.

### L'historiographie des abbayes primaires et de la filiation des abbayes

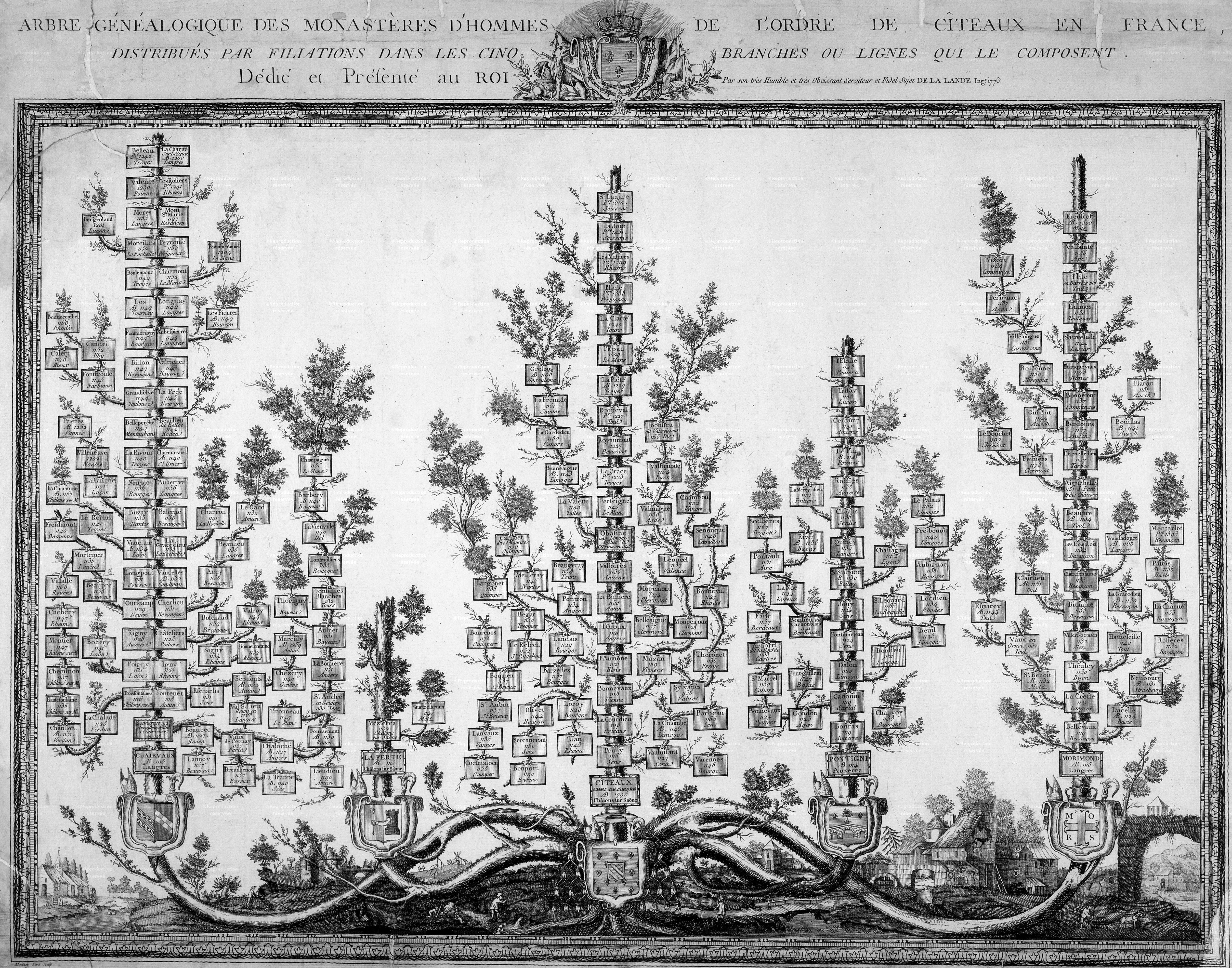
Arbre de filiation des abbayes dessiné en 1776, mais ne reprenant que les abbayes masculines situées en France.

Les quatre premières filles de Cîteaux (La Ferté, Pontigny, Clairvaux, Morimond), ainsi que cette dernière, sont appelées « abbayes primaires » car elles donnent chacune naissance à une lignée plus ou moins importante d'abbayes-filles, créant ainsi une filiation. Les dates de fondation de ces abbayes ont longtemps été incontestées, car l'ordre de création de chaque abbaye justifiait par rapport aux autres monastères des avantages, religieux, de préséance ou de pouvoir. Ce n'est qu'au XXe siècle que cette chronologie a été remise en doute avec succès, et qu'il s'est avéré que la chronologie rapportée par nombre de chroniqueurs médiévaux était moins une fidèle relation qu'une construction politique.
Un changement important se produit vers 1190. Jusque-là, les abbés étaient souverains pour décider ou non de l'implantation d'une filiale, dès lors que la communauté-mère était susceptible de se séparer de treize moines. À partir du tournant du XIIIe siècle, le chapitre général intervient et donne son accord à un essaimage. De manière générale, les principes ayant présidé à la mise en place de la Carta Caritatis ne pouvaient s'appliquer qu'à une région relativement réduite et à un faible nombre d'abbaye, mais certainement pas à la mosaïque de centaines d'établissements couvrant toute l'Europe qu'était devenue en moins d'un siècle l'ordre.

### L'histoire des branches féminines

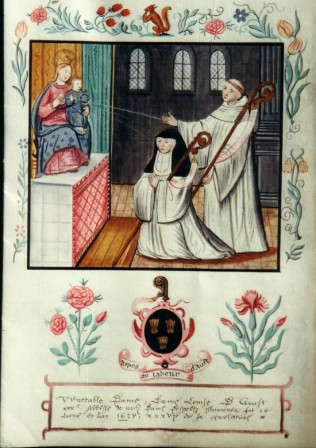
Manuscrit enluminé de l'abbaye des Prés de Douai, montrant saint Bernard auprès d'une moniale en prière.

La reprise en main de l'histoire cistercienne par les historiens laïcs à la fin du XXe et au début du XXIe siècle permet de faire émerger notamment un versant négligé jusque-là de l'histoire cistercienne : celle des femmes, aussi bien celle des religieuses que celle des abbayes féminines et de la relation particulière qu'elles entretenaient entre elles et avec les établissements masculins.
L'historiographie cistercienne antérieure à 1789, qui était souvent le fait d'abbés de l'Ordre, penchait en faveur d'une intégration précoce des religieuses, dès l'époque de Bernard de Clairvaux. Au XIXe siècle, les travaux de l'historien allemand du XIXe siècle Franz Winter (de) ont montré un décalage entre la situation de fait des moniales au XIIe siècle et les traces qu'en laissent les archives de l'époque.
Une tendance inverse s'amorce alors, appuyée par des historiennes des années 1950 à 1970, comme Micheline Pontenay ou Sally Thompson, ainsi que par certaines moniales trappistines. Toutes, elles dénoncent la « misogynie » des fondateurs de l'ordre, en particulier de Bernard de Clairvaux. Cette thèse suggère que Bernard de Clairvaux, et à sa suite les abbés du XIIe et du début du XIIIe siècle, auraient manifesté une certaine misogynie, ou du moins une réticence à admettre dans l'ordre cistercien les femmes. Cette thèse s'appuie notamment sur le faible nombre d'écrits laissés par des moniales cisterciennes à cette période,, ainsi que sur le rejet, réel, du modèle de monastère double tel qu'il était pratiqué notamment à Fontevraud, maison-mère de l’Ordre de Fontevraud et dans ses fondations. Dans cette optique, l’apparition dans les chroniques des cisterciennes au XIIIe siècle est une « victoire » emportée sur les préjugés bernardins, et rendue possible par la pression constante de Rome, des moniales elles-mêmes et des maisons nobles.
Les publications de Bernadette Barrière (ou bien publiées sous sa direction), citée ci-dessus, font date dans cette histoire des branches féminines de la spiritualité cistercienne. À partir de 1978, les études menées par Brigitte Degler-Spengler, qui effectue un travail comparable à celui de Franz Winter, remettent en perspective les réticences — réelles — des pères fondateurs de l'ordre à admettre des femmes. Ce renouveau historiographique permet par ailleurs l'émergence d'une littérature abondante de monographies sur des abbayes cisterciennes féminines, dans les anénes 1980 et 1990.
La thèse d'un ordre cistercien uniquement masculin à ses débuts est remise en cause depuis 1980 par un certain nombre de médiévistes. En effet, si les écrits des cisterciennes sont rares durant les deux premiers siècles de l'histoire de l'ordre, les archives les concernant sont nombreuses. Tout d'abord, les documents détaillant l'entrée en religion d'hommes de la noblesse montre que ceux-ci sont fréquemment accompagnés ou suivis d'une partie de leur parenté, y compris féminine ; ce postulat est d'ailleurs en particulier applicable à Bernard lui-même, quoique sa mère, sa sœur, sa belle-sœur, ses nièces et d'autres femmes de sa famille soient envoyées plutôt à Jully, un prieuré dépendant de Molesme et non de Cîteaux,.
L'afflux constant de demandes féminines, et la pression exercée par les fondations pour intégrer de plein droit l'ordre, pousse Étienne Harding à fonder entre 1120 et 1125 l'abbaye de Tart, placée sous le contrôle de Cîteaux ; mais celle-ci connaît un tel succès qu'elle fonde à son tour nombre d'abbayes-filles,. En parallèle, et bien que cela relève plus d'un choix effectué au cas par cas, certaines femmes se font servantes ou converses en marge des monastères masculins, et sont parfois promues au rang de moniales. Le modèle d'abbaye développé par Étienne Harding, Hugues de Mâcon et Bernard de Clairvaux se distingue nettement du modèle clunisien, dans lequel une petite communauté masculine dirigeait un prieuré féminin ; afin de limiter au strict minimum les cohabitations, les abbés cisterciens promeuvent rapidement un abbatiat féminin.
Le cas le plus fréquent est néanmoins l'émergence spontanée d'une communauté féminine, cherchant à se rapprocher de la spiritualité cistercienne, et intégrée par la suite dans l'ordre. La documentation abordant ces établissements est très lacunaire jusque vers 1180, ce qui peut être expliqué par la taille généralement très réduite de ces communautés, et par l'absence d'un réseau structurant cette forme de monachisme.